# Електронна розсилка документів
Електронна розсилка процесуальних документів — система, що автоматично створює підписки учасників процесу на усі процесуальні документи, формує та надсилає електронні листи з даними документами підписаними ЕЦП, отримує та оброблює звіти про доставку цих матеріалів.
З 17 червня 2013 року у всіх місцевих та апеляційних судах загальної юрисдикції запроваджено порядок щодо обміну електронними документами між судом та учасниками судового процесу в частині надсилання судом таким учасникам процесуальних документів в електронному вигляді, паралельно з документами у паперовому вигляді (згідно з наказом Державної судової адміністрації України від 31 травня 2013 року № 72 «Про реалізацію проекту щодо обміну електронними документами між судом та учасниками судового процесу» зі змінами, внесеними наказом Державної судової адміністрації України від 14 червня 2013 року № 81).
Це дає можливість отримувати процесуальні документи в електронному вигляді паралельно з документами у паперовому вигляді в порядку, визначеному Тимчасовим регламентом обміну електронними документами між судом та учасниками судового процесу.
Для отримання процесуальних документів в електронному вигляді потрібно:
1. Зареєструватися в системі обміну електронними документами між судом та учасниками судового процесу (завести поштову скриньку електронного суду), що розміщена на офіційному вебпорталі судової влади України за адресою https://mail.gov.ua/ .
2. Подати до суду заявку про отримання процесуальних документів в електронному вигляді, яку необхідно роздрукувати на офіційному вебпорталі судової влади України у вищевказаному розділі.

Процесуальні документи у відповідній справі, що видані після дати подання вказаної Заявки до суду, будуть надходити в електронному вигляді на зареєстровану електронну адресу учасника судового процесу в домені mail.gov.ua, зазначену в Заявці.